# Костајник (тврђава)
Костајник је стара тврђава смештена 8 km северозападно од Крупња, код истоименог села. Тврђава се помиње у историјским списима из 1445. односно 1446. године. Данас има остатака града.